# باشگاه فوتبال لیورپول در فصل ۱۹–۲۰۱۸
فصل ۱۹–۲۰۱۸، صد‌ و بیست‌ و‌ هفتمین سال فعالیت باشگاه فوتبال لیورپول و پنجاه‌و‌هفتمین حضور این تیم در بالاترین سطح فوتبال انگلستان است. همچنین این فصل، بیست‌و‌هفتمین فصل پیاپی قرمزهای بندر لیورپول در لیگ برتر (جزیره) است. تیم لیورپول علاوه بر لیگ برتر، در مسابقات جام حذفی و EFL (جام اتحادیه باشگاه‌های انگلستان) و لیگ قهرمانان اروپا ۱۹–۲۰۱۸، شرکت کرد. این فصل از ۱ ژوئیه ۲۰۱۸ تا ۳۰ ژوئن ۲۰۱۹ را شامل می‌شود.
لیگ برتر سال ۱۹–۲۰۱۸ برای لیورپول به عنوان نایب قهرمان به پایان رسید. لیورپول با وجود اینکه تنها یک بازی از ۳۸ بازی را واگذار کرد و کمترین باخت را در بین تمامی تیم‌های لیگ جزیره داشت، با ۹۷ امتیاز و با اختلاف یک امتیازی، عنوان قهرمانی را به منچسترسیتی واگذار کرد. از عملکرد لیورپول در این فصل به عنوان بهترین تیم نایب‌قهرمان در یک فصل در کل تاریخ فوتبال انگلستان، یاد می‌شود. آنها همچنین در طول کل فصل هیچ بازی خانگی را واگذار نکردند. البته در دیگر مسابقات داخلی، لیورپول موفقیت چندانی نداشت و در جام حذفی و جام اتحادیه در دور سوم از رقابت‌ها کنار رفت. اما اوج عملکرد سرخ‌ها در مسابقات اروپایی بود. جایی که لیورپول در گروه c این رقابت‌ها به عنوان تیم دوم صعود کرد و در مراحل حذفی با کنار گذاشتن تیم‌های قدرتمند و مدعی همچون بایرن مونیخ و بارسلونا برای دومین سال پیاپی به فینال لیگ قهرمانان اروپا راه پیدا کردند و اینبار مقابل تاتنهام با برتری ۲ بر ۰ جام قهرمانی را پس از چندین دهه بالای سر بردند و عنوان قهرمانی چمپیونز لیگ را کسب کردند.

## خلاصهٔ فصل

### پیش فصل
پیش فصل تیم فوتبال لیورپول در فصل ۱۹–۲۰۱۸ با پیوستن نبی کیتا و امضای قرارداد فابینیو آغاز شد.
اولین مسابقه پیش فصل در ۷ ژوئیه در مقابل تیم فوتبال چستر برگزار شد. دو گل هری ویلسون، میلنر (پنالتی)، دو گل از دنیل استوریج، رایان کنت ، دنی اینگز پیروزی پر گل ۷ بر ۰ را برای لیورپول رقم زدند. در دومین بازی پیش فصل و دوستانه لیورپول پیروزی ۳ بر ۲ مقابل ترنمیر روورز را با گل‌های کاماچو، شی اوجو و لالانا رقم زد.
در ۱۳ ژوئیه، لیورپول از سومین خرید تابستانی خود رونمایی کرد و سرخ‌ها جردان شقیری وینگر سوئیسی استوک سیتی را با قیمت ۱۳ میلیون پوند به خدمت گرفتند.
روز بعد، لیورپول به تساوی صفر صفر در مقابل تیم بری رضایت داد. به طوری که استوریج، اوجو و دومینیک سولانکه چندین موقعیت مسلم گلزنی را از دست دادند.
در ۱۹ ژوئیه، لیورپول چهارمین خرید تابستانی و بزرگترین صید نقل و انتقالاتی خود را با خرید الیسون بکر به ارزش ۶۵ میلیون پوند رقم زد. این انتقال، گران‌ترین خرید دروازه‌بان در طول تاریخ فوتبال بود. در همان روز لیورپول دو هیچ تیم بلکبرن روورز را شکست داد. گل‌های لیورپول را استوریج و لازار مارکوویچ به ثمر رساندند.
لیورپول در جام بین‌المللی قهرمانان ۲۰۱۸ نیز شرکت کرد. در این مسابقات مجموعه ای از بازی‌های دوستانه به منظور آماده‌سازی تیم‌های قدرتمند انجام شد. در ابتدا و در ۲۲ ژوئیه لیورپول راهی ورزشگاه شارلوت شد تا به مصاف بروسیا دورتموند برود. در نیمه اول ویرجیل فن دایک دروازه زرد پوشان آلمانی را باز کرد تا قرمزها با پیروزی به رختکن بروند. اما در نیمه دوم دو گل از کریستین پولیسیک آمریکایی و همچنین گل دیر هنگام یاکوب برون لارسن پیروزی ۳ بر ۱ را برای دورتموند به ارمغان آورد.
سپس در ۲۶ ژوئیه، در ورزشگاه مت لایف در رادرفورد شرقی، دیدار منچسرسیتی و لیورپول برگزار شد. لروی سانه در دقیقه ۵۷ سیتیزن‌ها را پیش انداخت، اما محمد صلاح و سادیو مانه پاسخ گل سانه را دادند و با ثمر رساندن دو گل منجر به پیروزی لیورپول شدند.
سرانجام در آخرین دیدار لیورپول در جام بین‌المللی قهرمانان ۲۰۱۸، این تیم در مقابل ۱۰۰ هزار تماشاگر و در ورزشگاه میشیگان به مصاف منچستر یونایتد رفت. ابتدا مانه با ضربه پنالتی خود لیورپول را پیش انداخت اما شیاطین سرخ در سریع‌ترین زمان ممکن جواب گل مانه را به وسیله پریرا دادند. اما در نیمه دوم با گلهای استوریج، اوجو و شقیری پیروزی دیگر و اینبار با نتیجه ۴ بر ۱ برای لیورپول رقم خورد.
در ۴ اوت، لیورپول به ایرلند رفت و به انجام یک دیدار دوستانه با ناپولی ایتالیا پرداخت. گل‌های میلنر، واینالدوم در نیمه اول و گل‌های صلاح، استوریج و آلبرتو مورنو در نیمه دوم، پیروزی مقتدرانه پنج بر صفر را برای سرخ‌ها رقم زد. سپس در آخرین دیدار پیش فصل در ۷ اوت میزبان تورینو در آنفیلد بود. واینالدوم و فیرمینو هر کدام یک گل به ثمر رساندند و قبل از پایان نیمه اول، آندره آ بلوتی اختلاف را به یک کاهش داد. اما در نیمه دوم دنیل استوریج گل تیم ایتالیایی را پاسخ داد تا لیورپول آخرین دیدار تدارکاتی خود را نیز با پیروزی پشت سر بگذارد.

### اوت
اولین بازی لیورپول در لیگ برتر در آنفیلد و در مقابل وستهام یونایتد و در ۱۲ اوت انجام شد. سرخ‌ها در نیمه اول با گل‌های صلاح و مانه پیش افتادند و در نیمه دوم مانه یک گل دیگر نیز به ثمر رساند و دنیل استوریج نیز تنها پس از ۲۴ ثانیه ورود او به زمین و جایگزینی صلاح گل چهارم را وارد دروازه وستهام کرد تا لیورپول در اولین با نتیجه چهار بر صفر پیروز شود. این برد برای اولین بار لیورپول بعد از نوامبر ۲۰۱۶ در صدر جدول لیگ جزیره قرار گرفت.
دومین بازی لیورپول و اولین بازی خارج از خانه این تیم مقابل کریستال پالاس در ۲۰ اوت بود. در ابتدا روند بازی به نفع تیم یورگن کلوپ بود و آنها مزد بازی خوبشان را با گرفتن ضربه پنالتی در اواخر نیمه اول، دریافت کردند. جیمز میلنر این پنالتی را تبدیل به گل کرد تا لیورپول برنده به رختکن برود. در نیمه دوم بازی پایاپای دنبال می‌شد، اما اخراج آرون ون بیساکا برتری نفری را برای لیورپول فراهم کرد. در نهایت با گل مانه در دقایق پایانی مسابقه، سرخ‌ها دومین پیروزی خود را کسب کردند.
در آخرین دیدار ماه جاری لیورپول دوباره به آنفیلد بازگشت و به مصاف برایتون اند هوو آلبیون رفت. مقاومت میهمان در دقیقه ۲۳ شکسته شد و صلاح برای لیورپول گلزنی کرد. تا پایان بازی همین نتیجه پایدار ماند تا لیورپول ۹ امتیازی شود و دوباره جایگاه خود را پس گرفت و در صدر جدول ماند.

### سپتامبر
بازی بعد لیورپول ۱ سپتامبر و در مقابل لسترسیتی بود. لیورپول با گل مانه برتری زودهنگامی به دست آورد و سپس روبرتو فیرمینو اولین گل فصل خود را با ضربه سر و در اواخر نیمه اول وارد دروازه لسترسیتی کرد. میزبان در نیمه دوم طی یک ضد حمله توسط رشید غزال توانستند دروازه الیسون بکر را باز کنند تا لیورپول اولین گل فصل جدید خود را دریافت کند. این بازی در نهایت با همان نتیجه به سود سرخ ها به پایان رسید. در ادامه لیورپول در تاریخ ۱۵ سپتامبر و پس از مدتی استراحت میهمان تاتنهام هاتسپر بود. تیم تاتنهام از سال ۲۰۱۴ تا زمان مسابقه به هیچ عنوان در خانه شکست نخورده بود. لیورپولی ها در دقیقه ۳۹ پیش افتادند و جورجینیو واینالدوم دروازه تاتنهام را باز کرد. روبرتو فیرمینو در این بازی نیز گل دوم قرمز ها را به ثمر رساند. تلاش تاتنهام برای فرار از شکست زیاد موثر نبود و تنها توانستند به وسیله اریک لاملا اختلاف را به یک گل کاهش دهند اما لیورپول توانست پیروز شود و رکورد ۱۰۰ درصد پیروزی در این فصل را حفظ کرد. این رکورد به این معنا بود که بهترین شروع باشگاه از سال ۱۹۹۰ بود. البته در پایان بازی اتفاق دلخراشی رخ داد و درگیری یان فرتونگن و روبرتو فیرمینو منجر به مصدومیت شدید چشم فیرمینو شد.
اولین بازی لیورپول در لیگ قهرمانان فصل جاری ، در برابر تیم فرانسوی پاری سن ژرمن در ۱۸ سپتامبر بود. لیورپول بازی را بسیار خوب شروع کردند و موقعیت های فراوانی را در مقابل دروازه پاری سن ژرمن ایجاد کردند. سرخ ها با ضربه سر استوریج و سپس پنالتی میلنر پیش افتادند ، اما توماس مونیه در دقایق پایانی نیمه اول اختلاف را به یک گل کاهش داد. در نیمه دوم روند بازی به سود تیم لیورپول بود ، اما این پاری سن ژرمن بود که توانست به وسیله کیلیان ام‌باپه روی اشتباه محمد صلاح در دقایق پایانی به گل رسید. در ادامه فشار قرمز ها بیشتر و بیشتر شد و در نهایت روبرتو فیرمینو با وجود مصدومیت چشم در ثانیه های پایانی دروازه آرئولا را باز کرد تا لیورپول لیگ قهرمانان را با پیروزی آغاز کرد.
بازی بعدی لیورپول در ۲۲ سپتامبر در مقابل ساوتهمپتون بود. لیورپول با گل به خودی بازیکن حریف پیش افتاد و در ادامه متیپ و صلاح برای سرخ ها گلزنی کردند تا لیورپول هفتمین برد متوالی خود را به دست آورد.
بازی بعدی لیورپول در ۲۶ سپتامبر و در چارچوب جام اتحادیه EFL در مقابل چلسی برگزار شد. لیورپول ابتدا با گل استوریج پیش افتاد ، اما در ده دقیقه پایانی گل پالمیری و گل خیره کننده ادن هازارد برتری را از آن آبی های لندن کرد تا لیورپول اولین شکست فصل خود را تجربه کند.
سه روز بعد سرخ ها دوباره به مصاف چلسی رفتند ، اما اینبار در لیگ برتر. یک گل از سوی ادن هازارد بار دیگری برتری را برای چلسی در نیمه اول به همراه داشت تا اینکه گل تماشایی استوریج در دقایق پایانی باعث شد تا دو تیم به تقسیم امتیازات رضایت بدهند.

### اکتبر
بازی بعدی سرخ در لیگ قهرمانان اروپا مقابل ناپولی در ورزشگاه سن پائولو در ۳ اکتبر بود. لیورپول در تمام طول مسابقه به خصوص در فاکتور هجومی با مشکلات زیادی مواجه شده بود، به طوری که قرمز ها از سال ۲۰۰۶ نتوانستند حتی یک شوت روانه دروازه حریف کنند. ناپولی بازی را در دست گرفته بود و در نهایت با تک گل لورنزو اینسینیه در دقیقه ۹۰ پیروز شد. پس از پایان بازی یورگن کلوپ مسئولیت شکست را کاملا بر عهده گرفت.
آخرین بازی لیورپول قبل از فیفا دی، مقابل منچسترسیتی در ۷ اکتبر بود. با وجود حساسیت های قبل از مسابقه ، در نهایت بازی با تساوی بدون گل به پایان رسید. دلیل این تساوی عملکرد دفاعی بسیار خوب دو تیم بود. حساس ترین صحنه مسابقه ، ضربه پنالتی دقایق پایانی ریاض محرز بود که توسط لروی سانه با خطای ویرجیل فن دایک به دست آمده بود. محرز پنالتی را به بالای دروازه زد تا بازی با همان نتیجه به پایان برسد.
پس از تعطیلات فیفا دی، لیورپول مهمان تیم هادرزفیلد تاون بود. سرخ ها ابتدا با ضربه صلاح پیش افتادند و در نهایت با همان تک گل بازی تمام شد. فابینیو اولین بازی خود برای لیورپول را با تعویض در دقیقه ۶۹ انجام داد.
سومین بازی لیورپول در لیگ قهرمانان در روز ۲۴ اکتبر و در مقابل ستاره سرخ بلگراد برگزار شد. ابتدا قرمز ها در دقیقه ۲۰ با گل روبرتو فیرمینو پیش افتادند و در ادامه صلاح نیز قبل از پایان نیمه اول گلزنی کرد. در ادامه صلاح دومین گل خود را از روی نقطه پنالتی به ثمر رساند و مانه پس از از دست دادن یک پنالتی ، گلزنی هم کرد تا لیورپول با چهار گل برنده شود. با توجه به تساوی دو- دو تیم های پاری سن ژرمن و ناپولی در پارک ده پرنس، لیورپول به صدر جدول گروه خود راه پیدا کرد.
بازی بعدی لیورپول مقابل کاردیف سیتی در تاریخ ۲۷ اکتبر بود. لیورپول ابتدا با گل دقیقه ۱۰ صلاح پیش افتادند و بعد آن بازی متعادل دنبال می شد، تا اینکه مانه در شصت و ششمین دقیقه موفق به باز کردن دروازه شد. بعد از آن کالوم پترسون اختلاف را کاهش داد اما گل های به ثمر رسیده توسط شقیری و یک گل دیگر توسط مانه نتیجه را ۴–۱ به سود لیورپول کرد تا موقتاً به صدر جدول برسند.

### نوامبر
بازی بعدی قرمزها در ۳ نوامبر برابر آرسنال بود. در یک بازی بسیار نزدیک، جیمز میلنر پنجاهمین گل خود در لیگ برتر را به ثمر رساند و در دقیقه ۶۱، به دنبال خطای دروازه بان حریف برنت لنو ، برتری را برای لیورپول به ارمفان آورد ، هر چند الکساندر لاکازت پس از اینکه الیسون توپ را از دروازه خارج کرد، گل تساوی دیرهنگام را به ثمر رساند. در نهایت دو تیم به تساوی و تقسیم امتیازات رضایت دادند.
سه روز بعد، لیورپول در لیگ قهرمانان اروپا به مصاف ستاره سرخ بلگراد رفت و قرمزها پس از دو گل زودهنگام میلان پاوکوف ، شکستی شوک اور ۲–۰ را متحمل شدند و این شکست امیدهای لیورپول برای صعود را به شدت تهدید کرد.
بازی بعدی سرخ ها برابر فولام در ۱۱ نوامبر بود. پس از نیمه اول غیرمنتظره نزدیک، صلاح تنها ۱۴ ثانیه پس از گلی که فولام به ثمر رساند که به طور بحث برانگیزی آفساید تلقی می شد، گلزنی کرد. شقیری دومین گل خود را برای این باشگاه در نیمه دوم به ثمر رساند و منجر به پیروزی ۲–۰ لیورپول شد و این تیم موقتاً به صدر جدول لیگ بازگشت.
پس از تعطیلات بین‌المللی، بازی بعدی لیورپول در ۲۴ نوامیر برابر واتفورد در ویکاریج رود بود. حریف در دقیقه دوم به گل رسید اما گل جرارد دلوفئو آفساید اعلام شد. پس از پایان نیمه اول، در نیمه دوم لیورپول با شوت صلاح و سپس ضربه ایستگاهی ترنت الکساندر-آرنولد دو گل به ثمر رساند. در دقایق پایانی کاپیتان جوردن هندرسون به دلیل خطای خشن کارت زرد دوم را دریافت و از زمین مسابقه اخراج شد. در ادامه یک ضربه سر از فیرمینو باعث سد تا لیورپول به یک پیروزی قاطع خارج از خانه برسد.
آخرین بازی ماه نوامبر برای لیورپول، دیدار خارج از خانه مقابل پاری سن ژرمن در مرحله گروهی لیگ قهرمانان اروپا بود. میزبان با گل خوان برنات پیش افتاد و سپس ضربه نیمار اختلاف را دو برابر کرد. در دقایق پایانی نیمه اول، پنالتی که حاصل تکل دی ماریا بر روی مانه بود را میلنر گل کرد تا اختلاف کاهش پیدا کند. اما در نهایت بازی با همین سه گل و ۲–۱ به نفع پاری سن ژرمن به پایان رسید تا لیورپول پارک ده پرنس را بدون امتیاز ترک کند. این شکست به این معنا بود که لیورپول باید با نتیجه ۱–۰ و یا اختلاف دو گل ناپولی را شکست می داد تا به مرحله حذفی رقابت های لیگ قهرمانان اروپا صعود کند.

### دسامبر
در ۲ دسامبر آخرین ماه سال جاری، لیورپول به مصاف رقیب همشهری خود یعنی اورتون رفت. بازی بسیار فشرده نزدیک دنبال می شد و دو تیم چندین موقعیت گلزنی را ایجاد کردند که مهم ترین آنها شامل ضربه آندره گومیس که توسط الیسون مهار شد و در ادامه ریباند آن توسط جو گومز دفع شد. در ثانیه های پایانی بازی، دیووک اوریگی با گلزنی پس از ماه ها، دروازه پیکفورد را باز کرد. این گل باعث شد تا برتری ۱–۰ برای سرخ ها رقم بخورد و روند شکست ناپذیری لیورپول مقابل اورتون به ۱۸ برسد.
در ۵ دسامبر و در میان هفته، لیورپول با هتریک صلاح و گل‌به‌خودی استیو کوک ۴–۰ مقابل بورنموث پیروز شد و در صدر جدول لیگ قرار گرفت. همچنین این مسابقه پانصدمین بازی جیمز میلنر در رقابت های لیگ برتر فوتبال انگلستان بود.
آخرین بازی لیورپول در مرحله گروهی لیگ قهرمانان اروپا مقابل ناپولی بود. لیورپول با گل صلاح پیش افتاد و تا پایان بازی ده‌ها موقعیت مسلم گلزنی را از دست داد. در وقت های اضافه، آرکادیوش میلیک با اقدام به شوت دروازه لیورپول را به شدت تهدید کرد که البته الیسون ضربه را به خوبی مهار کرد. این سیو باعث شد تا لیورپول با همان تک گل محمد صلاح به مرحله حذفی لیگ قهرمانان اروپا صعود کند.
در بازی بعدی در ۱۶ دسامبر، لیورپول میزبان رقیب سرسخت خود منچستر یونایتد بود که البته در فرم ضعیفی قرار داشتند ولی از سل ۲۰۱۴ در برابر لیورپول شکست نخورده بودند. در نهایت لیورپول پیروز شد. میزبان با یک گل والی از سوی سدیو مانه پیش افتاد ولی در ادامه با اشتباه الیسون و تاثیرگذاری جسی لینگارد دروازه لیورپول باز شد. به دنباله‌ی مسابقه، شقیری تعویض طلایی یورگن کلوپ در عرض ۷ دقیقه دبل کرد و پیروزی را برای آنفیلدی ها به ارمغان آورد تا بازی با نتیجه ۳–۱ به نفع لیورپول به پایان برسد.
بازی بعدی لیورپول خارج از خانه و در مقابل ولورهمپتون واندررز در ۲۱ دسامبر برگزار شد و در نهایت لیورپول دو- صفر برنده شد. صلاح گل اول را با ارسال و پاس گل فابینیو به ثمر رساند و این بازیکن مصری پایه گذار گل دوم بود که توسط فن دایک وارد دروازه حریف شد. با توجه به باخت غیر منتظره منچستر سیتی در مقابل کریستال پالاس در خانه، لیورپول را در صدر جدول و با اختلاف چهار امتیاز قرار داد.
در بازی بعدی، لیورپول میزبان تیم نیوکاسل یونایتد به مربیگری رافائل بنیتز بود. لیورپول با ضربه سر زیبای دیان لوورن پیش افتاد و در نیمه دوم پنالتی صلاح گل دوم را وارد دروازه کرد. همچنین ضربه شقیری و فابینیو گل های دیگر لیورپول را به همراه داشت. فابینیو اولین گل خود برای لیورپول را در این بازی به ثمر رساند و در نهایت لیورپول ۴–۰ پیروز شد. همچنین توقف مدعیان باعث تا لیورپول اختلاف خود را با تیم دوم به شش امتیاز برساند.
آخرین بازی قرمز ها در سال ۲۰۱۸ ، در آنفیلد و در مقابل آرسنال بود. توپچی ها با گل دقیقه ۱۱ اینسلی مایتلند نیلز پیش افتادند اما تنها چند دقیقه بعد لیورپول طی یک کامبک دیوانه‌وار با گل های فیرمینو ۲–۱ پیش افتاد. مانه در دقیقه ۳۲ اختلاف را بیشتر کرد و در دقایق پایانی نیمه اول صلاح از روی نقطه پنالتی گلزنی کرد. در نیمه دوم تنها یک گل توسط فیرمینو به وسیله پنالتی یه ثمر رسید تا وی اولین هتریک خود برای لیورپول را انجام داده باشد. با پیروزی لیورپول و برد منچستر سیتی و باخت تاتنهام هاتسپور اختلاف لیورپول با رقیبان به ۷ امتیاز رسید.

### ژانویه
لیورپول سال جدید را با سفر به منچستر و ورزشگاه اتحاد برای رویارویی با منچستر سیتی آغاز کرد که مانند بازی رفت از حساسیت های بالایی برخوردار بود، زیرا لیورپول در صورت پیروزی اختلاف خود را به ۱۰ امتیاز می رساند و درصورت پیروزی سیتی این تیم را به کورس قهرمانی بر می گردانند. در نیمه اولی که بازی جذاب دنبال می سد ابتدا لیورپول طی یک ضد حمله با ضربه مانه توپ به تیر دروازه برخورد کرد و در ادامه ریباند توپ به ادرسون، دروازه سیتی برخورد کرد و جان استونز از روی خط برگردانند که با سیستم فناوری خط دروازه معلوم شد که تنها بیست درصد توپ وارد دروازه نشده است و در پایان ادامه بازی اعلام شد. در دقیقه ۴۰ سرخیو آگوئرو دروازه لیورپول را به زیبایی باز کرد و در نیمه دوم فیرمینو باپاس رابرتسون بازی را به تساوی گشاند و سپس لروی زانه دروازه را برای بار دوم باز کرد. این باخت نوار شکست ناپذیری قرمز ها را پاره کرد و سیتی را محکم به کورس قهرمانی باز گردانند.
این شکست تنها باخت لیورپول در لیگ برتر انگلیس ۱۹–۲۰۱۸ و تنها باخت این تیم در سال ۲۰۱۹ بود.
بازی بعدی لیورپول اینبار در دور سوم جام حذفی انگلیس در مقابل ولورهمپتون واندررز برگزار شد.در حالی که لیورپول چالش قهرمانی این جام را در ذهن داشت ، اما یورگن کلوپ ۹ تغییر در تیم نسبت به بازی قبل مقابل منچستر سیتی ایجاد کرد و تنها لوورن و میلنر در ترکیب قرار داشتند. کورتیس جونز و رافائل کاماچو به عنوان بازیکنان آکادمی اولین بازی رسمی خود را برای لیورپول انجام دادند و همچنین فابینیو در میانه زمین حضور داشت. تنها ۵ دقیقه از بازی نگذشته بود که دیان لوورن به دلیل مصدومیت از ناحیه همسترینگ تعویض شد و جای او را کی-جانا هوئور ۱۶ ساله پر کرد که جوانترین بازیکن تاریخ لیورپول بود که در تیم اصلی بازی کرده است. ولورهمپتون در دقیقه ۳۸ توسط رائول خیمنز دروازه لیورپول را باز کرد. در دقیقه ۵۱ گل خیمنز توسط دیووک اوریگی پاسخ داده شد. با این حال چهار دقیقه بعد روبن نوس با یک ضربه تماشایی و از فاصله ۳۱ متری دروازه سرخ ها را باز کرد. البته ولورهمپتون واندررز می توانست گل های بیشتری نیز به ثمر برساند شامل موقعیت خیمز در ۱۵ دقیقه پایانی که با تکل عالی هوئور از بین رفت. در نهایت لیورپول با نتیجه ۲–۱ مسابقه را واگذار کرد و حذف شد.
علی‌رغم این نتایج در هفته های ابتدایی ماه ژانویه، نکات مثبتی نیز برای باشگاه لیورپول وجود داشت. به طوری که یورگن کلوپ و ویرجیل فن دایک جوایز بهترین سرمربی و بهترین بازیکن ماه دسامبر را به نمایندگی از لیورپول از آن خود کردند.
بازی بعدی قرمز ها در خارج از خانه و در مقابل برایتون هوو آلبیون بود. لیورپول با برد در این بازی میخواست دو شکست قبلی را جبران کند. نیمه اول بدون گل تمام شد ، اما در نیمه دوم طی یه حرکت سرخ ها در دقیقه ۵۰ توانستند پنالتی بگیرند و صلاح آن را تبدیل به گل کرد. در پایان بازی همان یک گل حفظ شد و لیورپول برنده شد.
برای بازی بعدی، لیورپول به مصاف کریستال پالاس به سرمربیگری روی هاجسون (سرمربی سابق این تیم) در آنفیلد رفت. سرخ ها می‌دانستند که این پیروزی می‌تواند باعث شود تا آنها دوباره هفت امتیاز از سیتی فاصله داشته باشند، اما همچنین می‌دانستند که کریستال پالاس سه بازی از پنج بازی قبلی خود در لیگ را برده است و از اصلاً حریف دست و پا بسته ای نیست. پس از نیم ساعت دروازه لیورپول با اولین تهدید باز شد. در نیمه دوم ، صلاح گل تساوی و پانزدهمین گل فصل خود را به ثمر رساند و ۷ دقیقه بعد با گلزنی فیرمینو برتری از آن لیورپول شد. اما در شصت و پنجمین دقیقه کریستال پالاس با گل جیمز تامکینز بازی را به تعادل کشاند.  اما لیورپول توانست در دقیقه ۷۸ توسط صلاح، برتری خود را بازگرداند. طی یک ضدحمله از سوی حریف باعث شد و خطای بازیک لیورپول ، داور کارت زرد دوم برای میلنر را نشان داد و وی اخراج شد و باعث شد تا تعداد نفرات قرمزها به ۱۰ نفر کاهش پیدا کنند و برتری آنها در معرض خطر بود، اما مانه در وقت اضافی گلزنی کرد که البته توسط مکس مایر پاسخ داده شد، اما کافی نبود زیرا لیورپول نوزدهمین برد فصل خود در لیگ را به دست آورد و روند شکست ناپذیری خود در بازی های خانگی لیگ را به ۳۲ افزایش داد.
بازی بعدی لیورپول ده روز بعد برگزار شد و سرخ ها میزبان لستر سیتی بود. لیورپول با توجه به اینکه حریفش در هفته قبل، مغلوب نیوکاسل شده بود قرمز ها این شانس را داشت که با برد مقابل این تیم برتری خود را در صدر جدول افزایش دهد اما در نهایت توسط روباه ها متوقف شدند. مانه در دقیقه سوم لیورپول را پیش انداخت اما هری مگوایر در وقت های اضافه نیمه اول گل تساوی را به ثمر رساند. در نیمه دوم هیچ گلی به ثمر نرسید و لستر خوش شانس بود که داور مسابقه از اعلام پنالتی خودداری کرد چون نبی کیتا در محوطه جریمه لسترسیتی متوقف شده بود.

### فوریه
اولین بازی ماه جدید لیورپول مقابل وستهام یونایتد در ورزشگاه المپیک لندن و با وجود گلزنی مانه دو تیم به تساوی ۱–۱ رضایت دادند. این بازی موجب شد تا منچستر سیتی با لطف تفاضل گل بهتر صدرنشین شود.
لیورپول در بازی بعدی و در آنفیلد به پیروزی سه گله مقابل بورنموث دست پیدا کرد. مانه و واینالدوم و سپس صلاح گل های لیورپول را به ثمر رساندند.
دو روز بعد سرخ ها در قالب مرحله یک هشتم نهایی در آنفیلد از غول آلمانی بایرن مونیخ میزبانی کردند. با در نهایت با تساوی بدون گل به پایان رسید البته هر دو تیم فرصت هایی برای گلزنی داشتند.
در هفته بعد، لیورپول به مصاف منچستر یونایتد احیاء شده که توسط اوله گونر سولشر هدایت و رهبری می شد رفتند. لیورپول در این بازی نمایش ضعیفی داشت و هر سه تعویض خود را در فاصله ۲۵ دقیقه ابتدایی نیمه اول انجام داد و خوش شانس هم بودند زیرا گل به خودی دیر هنگام ژوئل متیپ که مردود اعلام شد باعث شد قرمز ها از شکست فرار کنند. این سومین تساوی بدون گل متوالی لیورپول در تمامی رقابت ها بود.
لیورپول پس از چند بازی ضعیف در لیگ برتر به مصاف واتفورد رفت و بزرگترین پیروزی فصل خود را جشن گرفت. ابتدا مانه در نیمه اول بریس کرد و در آغاز نیمه دوم اوریگی بار دیگر توپ را وارد  دروازه کرد. سپس دو گل دیرهنگام ویرجیل فن دایک کار حریف را تمام کرد و لیورپول با فاصله یه امتیاز و تفاضل گل بهتر نسبت به سیتی در صدر جدول قرار گرفت.

## بازیکنان
| شماره        | بازیکن                              | ملیت          | پست(ها)      | سن                      | باشگاه قبلی     | بازی         | گل           | پاس گل       |
| دروازه بانان | دروازه بانان                        | دروازه بانان  | دروازه بانان | دروازه بانان            | دروازه بانان    | دروازه بانان | دروازه بانان | دروازه بانان |
| ------------ | ----------------------------------- | ------------- | ------------ | ----------------------- | --------------- | ------------ | ------------ | ------------ |
| ۱۳           | الیسون بکر                          | برزیل         | GK           | ۲ اکتبر ۱۹۹۲ ‏(۳۲ سال)   | آ اس رم         | ۵۱           | ۰            | ۰            |
| ۲۲           | سیمون مینیوله                       | بلژیک         | GK           | ۶ مارس ۱۹۸۸ ‏(۳۷ سال)    | ساندرلند        | ۲۰۴          | ۰            | ۰            |
| ۶۲           | کائویمین کلهر                       | جمهوری ایرلند | GK           | ۲۳ نوامبر ۱۹۹۸ ‏(۲۶ سال) | آکادمی لیورپول  | ۰            | ۰            | ۰            |
| مدافعان      |                                     |               |              |                         |                 |              |              |              |
| ۲            | ناتانیل کلاین                       | انگلستان      | RB           | ۵ آوریل ۱۹۹۱ ‏(۳۴ سال)   | ساوتهمپتون      | ۱۰۳          | ۲            | ۴            |
| ۴            | ویرجیل فن دایک (کاپیتان، سوم)       | هلند          | CB           | ۸ ژوئیه ۱۹۹۱ (۲۷ سال)   | ساوتهمپتون      | ۷۲           | ۷            | ۴            |
| ۶            | دیان لوورن                          | کرواسی        | CB           | ۵ ژوئیه ۱۹۸۹ (۲۹ سال)   | ساوتهمپتون      | ۱۷۰          | ۷            | ۳            |
| ۱۲           | جو گومز                             | انگلستان      | CB/RB        | ۲۳ مه ۱۹۹۷ (۲۱ سال)     | چارلتون اتلتیک  | ۶۶           | ۰            | ۳            |
| ۱۸           | آلبرتو مورنو                        | اسپانیا       | LB/LWB       | ۵ ژوئیه ۱۹۹۲ (۲۶ سال)   | سویا            | ۱۴۱          | ۳            | ۱۱           |
| ۲۶           | اندرو رابرتسون                      | اسکاتلند      | LB/LWB       | ۱۱ مارس ۱۹۹۴ (۲۴ سال)   | هال سیتی        | ۷۸           | ۱            | ۱۸           |
| ۳۲           | ژوئل متیپ                           | کامرون        | CB           | ۸ اوت ۱۹۹۱ (۲۷ سال)     | شالکه ۰۴        | ۹۸           | ۳            | ۱            |
| ۵۱           | کی-جانا هوئور                       | هلند          | CB/RB        | ۱۸ ژانویهٔ ۲۰۰۲ ‏(۲۳ سال) | آژاکس آمستردام  | ۱            | ۰            | ۰            |
| ۶۶           | ترنت الکساندر-آرنولد                | انگلستان      | RB/RWB       | ۷ اکتبر ۱۹۹۸ (۱۹ سال)   | آکادمی لیورپول  | ۸۵           | ۴            | ۱۹           |
| هافبک‌ها      |                                     |               |              |                         |                 |              |              |              |
| ۳            | فابینیو                             | برزیل         | DM/RB/CB     | ۲۳ اکتبر ۱۹۹۳ (۲۴ سال)  | موناکو          | ۴۱           | ۱            | ۲            |
| ۵            | جورجینیو واینالدوم (کاپیتان، چهارم) | هلند          | CM/DM        | ۱۱ نوامبر ۱۹۹۰ (۲۷ سال) | نیوکاسل یونایتد | ۱۳۹          | ۱۳           | ۱۵           |
| ۷            | جیمز میلنر (کاپیتان، دوم)           | انگلستان      | DM/CM/LB/RB  | ۴ ژانویه ۱۹۸۶ (۳۲ سال)  | منچستر سیتی     | ۱۷۷          | ۲۲           | ۳۵           |
| ۸            | نبی کیتا                            | گینه          | CM/AM        | ۱۰ فوریه ۱۹۹۵ (۲۳ سال)  | آربی لایپزیش    | ۳۳           | ۳            | ۱            |
| ۱۴           | جوردن هندرسون (کاپیتان)             | انگلستان      | DM/CM        | ۱۷ ژوئن ۱۹۹۰ (۲۸ سال)   | ساندرلند        | ۳۲۴          | ۲۵           | ۴۳           |
| ۲۰           | آدام لالانا                         | انگلستان      | CM/AM        | ۱۰ مه ۱۹۸۸ (۳۰ سال)     | ساوتهمپتون      | ۱۵۶          | ۲۱           | ۱۹           |
| ۲۱           | الکس اکسلید-چمبرلین                 | انگلستان      | CM/AM/RW     | ۱۵ اوت ۱۹۹۳ (۲۵ سال)    | آرسنال          | ۴۴           | ۵            | ۸            |
| ۲۳           | جردان شقیری                         | سوئیس         | RW/LW/AM     | ۱۰ اکتبر ۱۹۹۱ (۲۶ سال)  | استوک سیتی      | ۳۰           | ۶            | ۵            |
| ۴۸           | کورتیس جونز                         | انگلستان      | CM/RW        | ۳۰ ژانویه ۲۰۰۱ (۱۷ سال) | آکادمی لیورپول  | ۱            | ۰            | ۰            |
| ۶۴           | رافائل کاماچو                       | پرتغال        | RW/RM/RB     | ۲۲ مه ۲۰۰۰ (۱۸ سال)     | آکادمی لیورپول  | ۲            | ۰            | ۰            |
| مهاجمان      |                                     |               |              |                         |                 |              |              |              |
| ۹            | روبرتو فیرمینو                      | برزیل         | ST/AM        | ۲ اکتبر ۱۹۹۱ (۲۶ سال)   | هوفنهایم        | ۱۹۲          | ۶۶           | ۴۱           |
| ۱۰           | سادیو مانه                          | سنگال         | LW/RW/ST     | ۱۰ آوریل ۱۹۹۲ (۲۶ سال)  | ساوتهمپتون      | ۱۲۳          | ۵۹           | ۱۸           |
| ۱۱           | محمد صلاح                           | مصر           | RW/ST        | ۱۵ ژوئن ۱۹۹۲ (۲۶ سال)   | آ اس رم         | ۱۰۴          | ۷۱           | ۲۴           |
| ۱۵           | دنیل استوریج                        | انگلستان      | ST           | ۱ سپتامبر ۱۹۸۹ (۲۸ سال) | چلسی            | ۱۶۰          | ۶۷           | ۲۰           |
| ۲۴           | ری‌یان برستر                         | انگلستان      | ST           | ۱ آوریل ۲۰۰۰ (۱۸ سال)   | آکادمی لیورپول  | ۰            | ۰            | ۰            |
| ۲۷           | دیووک اوریگی                        | بلژیک         | ST           | ۱۸ آوریل ۱۹۹۵ (۲۳ سال)  | لیل             | ۹۸           | ۲۸           | ۷            |

## نقل و انتقالات

#### ورودی
| تاریخ انتقال  | بازیکن      | پست | باشگاه قبلی | هزینه انتقال     | منبع             |
| ------------- | ----------- | --- | ----------- | ---------------- | ---------------- |
| ۱ ژوئیه ۲۰۱۸  | نبی کیتا    | MF  | لایپزیگ     | ۵۲،۷۵۰،۰۰۰ پوند  | [ ۶ ]            |
| ۱ ژوئیه ۲۰۱۸  | فابینیو     | MF  | موناکو      | ۳۹ میلیون پوند   | [ ۷ ]            |
| ۱۳ ژوئیه ۲۰۱۸ | جردان شقیری | FW  | استوک سیتی  | ۱۳،۵۰۰،۰۰۰ پوند  | [ ۸ ]            |
| ۱۹ ژوئیه ۲۰۱۸ | الیسون بکر  | GK  | آ اس رم     | ۵۵،۵۰۰،۰۰۰پوند   | [ ۹ ] [ ۱۰ ]     |
| کل            | کل          | کل  | کل          | ۱۶۰،۷۵۰،۰۰۰ پوند | ۱۶۰،۷۵۰،۰۰۰ پوند |

#### خروجی
| تاریخ انتقال   | بازیکن          | پست | باشگاه بعدی | هزینه انتقال             | منبع            |
| -------------- | --------------- | --- | ----------- | ------------------------ | --------------- |
| ۱ ژوئیه ۲۰۱۸   | امره جان        | MF  | یوونتوس     | &10000000000000000000000 | [ ۱۱ ]          |
| ۱ ژوئیه ۲۰۱۸   | جان فلاناگان    | DF  | رنجرز       | &10000000000000000000000 | [ ۱۱ ]          |
| ۱ ژوئیه ۲۰۱۸   | جردن ویلیامز    | MF  | روچدیل      |                          | [ ۱۲ ]          |
| ۲۰ ژوئیه ۲۰۱۸  | دنی وارد        | GK  | لسترسیتی    | ۱۲٬۵ میلیون پوند         | [ ۱۳ ]          |
| ۱۷ اوت ۲۰۱۸    | راگنار کلاوان   | DF  | کالیاری     | ۲ میلیون پوند            | [ ۱۴ ]          |
| ۴ ژانویه ۲۰۱۹  | دومینیک سولانکه | FW  | بورنموث     | ۱۹ میلیون پوند           | [ ۱۵ ]          |
| ۳۱ ژانویه ۲۰۱۹ | لازار مارکوویچ  | MF  | فولام       |                          | [ ۱۶ ]          |
| کل             | کل              | کل  | کل          | ۳۳٬۵۰۰٬۰۰۰ پوند          | ۳۳٬۵۰۰٬۰۰۰ پوند |

## دوستانه
لیورپول برنامه‌های پیش فصل خود مقابل چستر، ترنمر روورز، بوری، بلکبرن روورز، ناپولی و تورینو طرح‌ریزی کرد. آنها همچنین در جام بین‌المللی قهرمانان با بروسیا دورتموند، منچسترسیتی و منچستریونایتد رقابت کردند.

#### بازی‌های پیش فصل
برد       مساوی       باخت
| ۷ ژوئیه ۲۰۱۸ دوستانه | چستر | ۰–۷   | لیورپول                                                                                                | چستر، انگلستان                                 |
| ۱۵:۰۰ BST            |      | گزارش | هری ویلسون ۳۸'، ۴۵' · جیمز میلنر ۴۸' (پنالتی) · دنیل استوریج ۵۴'، ۸۹' · ریان کنت ۵۶' · دنی اینگز ۷۹' · | ورزشگاه: دوا تماشاگران: ۴٬۳۹۶ داور: رابرت جونز |

| ۱۰ ژوئیه ۲۰۱۸ دوستانه | ترانمره راورز                         | ۲–۳   | لیورپول                                            | برکن‌هد، انگلستان                            |
| ۱۹:۳۰ BST             | جانی اسمیت ۷۲' · آمادوئو سوکونا ۸۱' · | گزارش | رافائل کاماچو ۷' · شی اوجو ۲۷' · آدام لالانا ۳۳' · | ورزشگاه: ورزشگاه پرنتون پارک داور: مایک دین |

| ۱۴ ژوئیه ۲۰۱۸ دوستانه | بری | ۰-۰   | لیورپول | بری، انگلستان                                              |
| ۱۵:۰۰ BST             |     | گزارش |         | ورزشگاه: ورزشگاه گیگ لین تماشاگران: ۶٬۸۵۲ داور: دارن هندلی |

| ۱۹ ژوئیه ۲۰۱۸ دوستانه | بلکبرن روورز | ۰–۲   | لیورپول                                 | بلکبرن، انگلستان                                                |
| ۱۹:۴۵ BST             |              | گزارش | لازار مارکوویچ ۶۴' · دنیل استوریج ۷۳' · | ورزشگاه: ورزشگاه ایوود پارک تماشاگران: ۱۴٬۶۲۰ داور: جاناتان ماس |

| ۴ اوت ۲۰۱۸ دوستانه | لیورپول                                                                                       | ۵–۰   | ناپولی | دوبلین، جمهوری ایرلند                                                             |
| ۱۸:۰۰ BST          | جیمز میلنر ۴' · جورجینیو واینالدوم ۹' · محمد صلاح ۵۸' · دنیل استوریج ۷۳' · البرتو مورنو ۷۷' · | گزارش |        | ورزشگاه: ورزشگاه آویوا تماشاگران: ۵۱٬۵۱۲ داور: روبرت هنسی (اتحادیه فوتبال ایرلند) |

| ۷ اوت ۲۰۱۸ دوستانه | لیورپول                                                                        | ۳–۱   | تورینو              | لیورپول، انگلستان                                           |
| ۱۹:۳۰ BST          | فابینیو '۱۷ · روبرتو فیرمینو ۲۱' · جورجینیو واینالدوم ۲۴' · دنیل استوریج ۸۷' · | گزارش | آندره آ بلوتی ۳۱' · | ورزشگاه: آنفیلد داور: مایکل الیور (اتحادیه فوتبال انگلستان) |

#### جام بین‌المللی قهرمانان
| ۲۲ ژوئیه ۲۰۱۸ ICC 1 | لیورپول              | ۱–۳   | بروسیا دورتموند                                              | شارلوت، ایالات متحده                                                                           |
| ۲۱:۰۵ BST           | ویرجیل فن دایک ۲۵' · | گزارش | کریستین پولیسیک ۶۶' (پنالتی)، ۸۹' · یاکوب برون لارسن ۳+۹۰' · | ورزشگاه: ورزشگاه بنک آو آمریکا تماشاگران: ۵۵٬۴۴۷ داور: آلن چپمن (فدراسیون فوتبال ایالات متحده) |

| ۲۶ ژوئیه ۲۰۱۸ ICC 2 | منچستر سیتی                       | ۱–۲   | لیورپول                                                          | رادرفورد شرقی، نیوجرسی، ایالات متحده                                                         |
|                     | لروی زانه ۵۷' · کلودیو گومس '۸۵ · | گزارش | ویرجیل فن دایک '۳۰ · محمد صلاح ۶۳' · سادیو مانه ۴+۹۰' (پنالتی) · | ورزشگاه: ورزشگاه متلایف تماشاگران: ۵۲٬۶۳۵ داور: سورین استویکا (فدراسیون فوتبال ایالات متحده) |

| ۲۸ ژوئیه ۲۰۱۸ ICC 3 | لیورپول                                                                                             | ۴–۱   | منچستر یونایتد      | ان آربر، میشیگان، ایالات متحده                                                |
| ۲۲:۰۵ BST           | سادیو مانه ۲۸' (پنالتی) · فابینیو '۴۸ · دنیل استوریج ۶۶' · شی اوجو ۷۴' (پنالتی) · جردان شقیری ۸۲' · | گزارش | آندریاس پریرا ۳۱' · | ورزشگاه: ورزشگاه میشیگان تماشاگران: ۱۰۱٬۲۵۴ داور: اسماعیل الفث (ایالات متحده) |

## مسابقات
برد       مساوی       باخت

#### عملکرد کلی
| رقابت              | اولین بازی      | آخرین بازی      | شروع دور    | جایگاه نهایی | آمار | آمار | آمار | آمار | آمار | آمار | آمار | آمار   |
| رقابت              | اولین بازی      | آخرین بازی      | شروع دور    | جایگاه نهایی | بازی | ب    | ت    | ش    | گ‌ز   | گ‌خ   | ت‌گ   | % برد  |
| ------------------ | --------------- | --------------- | ----------- | ------------ | ---- | ---- | ---- | ---- | ---- | ---- | ---- | ------ |
| لیگ برتر           | ۱۲ اوت ۲۰۱۸     | ۱۲ مه ۲۰۱۹      | هفته اول    | نایب قهرمان  | ۳۸   | ۳۰   | ۷    | ۱    | ۸۹   | ۲۲   | ۶۷+  | ۰۷۹    |
| جام حذفی           | ۷ ژانویه ۲۰۱۹   | ۷ ژانویه ۲۰۱۹   | دور سوم     | دور سوم      | ۱    | ۰    | ۰    | ۱    | ۱    | ۲    | ۱−   | ۰۰۰٫۰۰ |
| جام EFL            | ۲۶ سپتامبر ۲۰۱۸ | ۲۶ سپتامبر ۲۰۱۸ | دور سوم     | دور سوم      | ۱    | ۰    | ۰    | ۱    | ۱    | ۲    | ۱−   | ۰۰۰٫۰۰ |
| لیگ قهرمانان اروپا | ۱۸ سپتامبر ۲۰۱۸ | ۱ ژوئن ۲۰۱۹     | مرحله گروهی | قهرمان       | ۱۳   | ۸    | ۱    | ۴    | ۲۴   | ۱۲   | ۱۲+  | ۰۶۲    |
| مجموع              | مجموع           | مجموع           | مجموع       | مجموع        | ۵۳   | ۳۸   | ۸    | ۷    | ۱۱۵  | ۳۸   | ۷۷+  | ۰۷۲    |

منبع: https://int.soccerway.com/teams/england/liverpool-fc/663/ Soccerway

### لیگ برتر

#### جدول لیگ
| رتبه | تیم         | بازی | برد | مساوی | باخت | گل زده | گل خورده | گل تفاضل | امتیاز | صعود یا سقوط                              |
| ---- | ----------- | ---- | --- | ----- | ---- | ------ | -------- | -------- | ------ | ----------------------------------------- |
| ۱    | منچستر سیتی | ۳۸   | ۳۲  | ۲     | ۴    | ۹۵     | ۲۳       | ۷۲+      | ۹۸     | راه‌یابی به مرحله گروهی لیگ قهرمانان اروپا |
| ۲    | لیورپول     | ۳۸   | ۳۰  | ۷     | ۱    | ۸۹     | ۲۲       | ۶۷+      | ۹۷     | راه‌یابی به مرحله گروهی لیگ قهرمانان اروپا |
| ۳    | چلسی        | ۳۸   | ۲۱  | ۹     | ۸    | ۶۳     | ۳۹       | ۲۴+      | ۷۲     | راه‌یابی به مرحله گروهی لیگ قهرمانان اروپا |
| ۴    | تاتنهام     | ۳۸   | ۲۳  | ۲     | ۱۳   | ۶۷     | ۳۹       | ۲۸+      | ۷۱     | راه‌یابی به مرحله گروهی لیگ قهرمانان اروپا |
| ۵    | آرسنال      | ۳۸   | ۲۱  | ۷     | ۱۰   | ۷۳     | ۵۱       | ۲۲+      | ۷۰     | راه‌یابی به مرحله گروهی لیگ اروپا          |

#### خلاصه نتایج
| مجموع | مجموع  | مجموع | مجموع | مجموع | مجموع | مجموع | مجموع | خانه | خانه | خانه | خانه | خانه | خانه | مهمان | مهمان | مهمان | مهمان | مهمان | مهمان |
| بازی  | امتیاز | پ     | ت     | ش     | گ‌ز    | گ‌خ    | ت‌گ    | پ    | ت    | ش    | گ‌ز   | گ‌خ   | ت‌گ   | پ     | ت     | ش     | گ‌ز    | گ‌خ    | ت‌گ    |
| ----- | ------ | ----- | ----- | ----- | ----- | ----- | ----- | ---- | ---- | ---- | ---- | ---- | ---- | ----- | ----- | ----- | ----- | ----- | ----- |
| ۳۸    | ۹۷     | ۳۰    | ۷     | ۱     | ۸۹    | ۲۲    | ۶۷+   | ۱۷   | ۲    | ۰    | ۵۵   | ۱۰   | ۴۵+  | ۱۳    | ۵     | ۱     | ۳۴    | ۱۲    | ۲۲+   |

آخرین بروزرسانی: 12 May 2019

منبع: Premier League

پ = پیروزی؛ ت = تساوی؛ ش = شکست؛ گ‌ز = گل زده؛ گ‌خ = گل خورده؛ ت‌گ = تفاضل گل

#### روند هفته به هفته
| هفته    | ۱ | ۲ | ۳ | ۴ | ۵ | ۶ | ۷ | ۸ | ۹ | ۱۰ | ۱۱ | ۱۲ | ۱۳ | ۱۴ | ۱۵ | ۱۶ | ۱۷ | ۱۸ | ۱۹ | ۲۰ | ۲۱ | ۲۲ | ۲۳ | ۲۴ | ۲۵ | ۲۶ | ۲۷ | ۲۸ | ۲۹ | ۳۰ | ۳۱ | ۳۲ | ۳۳ | ۳۴ | ۳۵ | ۳۶ | ۳۷ | ۳۸ |
| ------- | - | - | - | - | - | - | - | - | - | -- | -- | -- | -- | -- | -- | -- | -- | -- | -- | -- | -- | -- | -- | -- | -- | -- | -- | -- | -- | -- | -- | -- | -- | -- | -- | -- | -- | -- |
| زمین    | خ | ب | خ | ب | ب | خ | ب | خ | ب | خ  | ب  | خ  | ب  | خ  | ب  | ب  | خ  | ب  | خ  | خ  | ب  | ب  | خ  | خ  | ب  | خ  | ب  | خ  | ب  | خ  | ب  | خ  | ب  | خ  | ب  | خ  | ب  | خ  |
| دستاورد | پ | پ | پ | پ | پ | پ | م | م | پ | پ  | م  | پ  | پ  | پ  | پ  | پ  | پ  | پ  | پ  | پ  | ش  | پ  | پ  | م  | م  | پ  | م  | پ  | م  | پ  | پ  | پ  | پ  | پ  | پ  | پ  | پ  | پ  |
| جایگاه  | ۱ | ۲ | ۱ | ۱ | ۲ | ۱ | ۲ | ۳ | ۲ | ۲  | ۳  | ۲  | ۲  | ۲  | ۲  | ۱  | ۱  | ۱  | ۱  | ۱  | ۱  | ۱  | ۱  | ۱  | ۱  | ۱  | ۱  | ۱  | ۲  | ۲  | ۲  | ۲  | ۲  | ۲  | ۲  | ۲  | ۲  | ۲  |

زمین: ب = بیرون از خانه، خ = داخل خانه. دست‌آورد: پ = پیروزی، ش = شکست، م = مساوی، ع = به تعویق افتاده.

#### مسابقات
قرعه کشی این فصل لیگ برتر در ۱۴ ژوئن ۲۰۱۸ انجام شد. 
| ۱۲ اوت ۲۰۱۸ ۱ | لیورپول                                                          | ۴–۰   | وستهام یونایتد           | لیورپول                                              |
| ۱۳:۳۰ BST     | صلاح ۱۹' · الکساندر آرنولد '۲۱ · مانه ۲+۴۵'، ۵۳' · استوریج ۸۸' · | گزارش | انتونیو '۵۲ بالبوئنا '۵۵ | ورزشگاه: آنفیلد تماشاگران: ۵۳٬۲۳۵ داور: آنتونی تیلور |

| ۲۰ اوت ۲۰۱۸ ۲ | کریستال پالاس                     | ۰–۲   | لیورپول                                                 | سلهورست                                                           |
| ۲۰:۰۰ BST     | فن آنهولت '۴۲ · وان- بیساکا '۷۵ · | گزارش | میلنر ۴۵' (پنالتی) · الکساندر آرنولد '۵۲ · مانه ۳+۹۰' · | ورزشگاه: ورزشگاه سلهارست پارک تماشاگران: ۲۵٬۷۵۰ داور: مایکل الیور |

| ۲۵ اوت ۲۰۱۸ ۳ | لیورپول                          | ۱–۰   | برایتون هوو آلبیون | لیورپول                                             |
| ۱۷:۳۰ BST     | صلاح ۲۳' · الکساندر آرنولد '۷۷ · | گزارش | بالوگان '۵۹        | ورزشگاه: آنفیلد تماشاگران: ۵۳,۲۹۴ داور: کریس کاوانا |

| ۱ سپتامبر ۲۰۱۸ ۴ | لسترسیتی                                 | ۱–۲   | لیورپول                                              | لستر                                                        |
| ۱۲:۳۰ BST        | غزال '۶۱ ۶۳' · مندی '۸۸ · اندیدی '۵+۹۰ · | گزارش | مانه ۱۰' · فیرمینو ۴۵' · فن دایک '۵۵ · میلنر '۳+۹۰ · | ورزشگاه: ورزشگاه کینگ پاور تماشاگران: ۳۹,۱۴۲ داور: پل تیرنی |

| ۱۵ سپتامبر ۲۰۱۸ ۵ | تاتنهام هاتسپور | ۱–۲   | لیورپول                       | لندن                                                       |
| ۱۲:۳۰ BST         | لاملا ۳+۹۰' ·   | گزارش | واینالدوم ۳۹' · فیرمینو ۵۴' · | ورزشگاه: ورزشگاه ومبلی تماشاگران: ۸۰,۱۸۸ داور: مایکل الیور |

| ۲۲ سپتامبر ۲۰۱۸ ۶ | لیورپول                                      | ۳–۰   | ساوتهمپتون          | لیورپول                                          |
| ۱۵:۰۰ BST         | هوت ۱۰' (گل‌به‌خودی) · متیپ ۲۱' · صلاح ۳+۴۵' · | گزارش | رومئو '۳۴ لمینا '۵۶ | ورزشگاه: آنفیلد تماشاگران: ۵۳,۴۵۷ داور: پل تیرنی |

| ۲۹ سپتامبر ۲۰۱۸ ۷ | چلسی         | ۱–۱   | لیورپول                              | فولام، لندن                                                 |
| ۱۷:۳۰ BST         | هازارد ۲۵' · | گزارش | مانه '۳۹ · میلنر '۷۷ · استوریج ۸۹' · | ورزشگاه: استمفورد بریج تماشاگران: ۴۰،۶۲۵ داور: آندره مارینر |

| ۷ اکتبر ۲۰۱۸ ۸ | لیورپول       | ۰–۰   | منچسترسیتی                                             | لیورپول                                                 |
| ۱۶:۳۰ BST      | واینالدوم '۹۰ | گزارش | برناردو سیلوا '۲۱ · آگوئرو '۵۶ · مندی '۶۴ · محرز '۸۶ · | ورزشگاه: آنفیلد تماشاگران: ۵۲،۱۱۷ داور: مارتین اتکینسون |

| ۲۰ اکتبر ۲۰۱۸ ۹ | هادرزفیلد تاون | ۰–۱   | لیورپول                               | هادرزفیلد                                                   |
| ۱۷:۳۰ BST       |                | گزارش | صلاح ۲۴' · لالانا '۳۶ · استوریج '۷۶ · | ورزشگاه: ورزشگاه کرکلیس تماشاگران: ۲۴,۲۶۳ داور: مایکل الیور |

| ۲۷ اکتبر ۲۰۱۸ ۱۰ | لیورپول                                | ۴–۱   | کاردیف سیتی   | لیورپول                                              |
| ۱۵:۰۰ BST        | صلاح ۱۰' · مانه ۶۶'، ۸۷' · شقیری ۸۴' · | گزارش | پاترسون ۷۷' · | ورزشگاه: آنفیلد تماشاگران: ۵۳,۳۷۳ داور: استوارت اتول |

| ۳ نوامبر ۲۰۱۸ ۱۱   | آرسنال           | ۱–۱   | لیورپول                   | هالووی، لندن                                                 |
| ۱۷:۳۰ ساعت گرینویچ | لاکازت ۸۲' '۸۳ · | گزارش | فابینیو '۵۲ · میلنر ۶۱' · | ورزشگاه: ورزشگاه امارات تماشاگران: ۵۹,۹۹۳ داور: آندره مارینر |

| ۱۱ نوامبر ۲۰۱۸ ۱۲  | لیورپول                           | ۲–۰   | فولام     | لیورپول                                          |
| ۱۲:۰۰ ساعت گرینویچ | صلاح ۴۱' · شقیری ۵۳' · گومز '۷۷ · | گزارش | چمبرز '۵۹ | ورزشگاه: آنفیلد تماشاگران: ۵۳,۱۲۸ داور: پل تیرنی |

| ۲۴ نوامبر ۲۰۱۸ ۱۳  | واتفورد | ۰–۳   | لیورپول                                                          | واتفورد                                                          |
| ۱۵:۰۰ ساعت گرینویچ |         | گزارش | هندرسون '۶۰ '۸۲ · صلاح ۶۷' · الکساندر آرنولد ۷۶' · فیرمینو ۸۹' · | ورزشگاه: ورزشگاه ویکاریج رود تماشاگران: ۲۰,۵۴۰ داور: جاناتان ماس |

| ۲ دسامبر ۲۰۱۸ ۱۴   | لیورپول                                             | ۱–۰   | اورتون                | لیورپول                                             |
| ۱۶:۱۵ ساعت گرینویچ | شقیری '۳۳ · فابینیو '۷۷ · گومز '۸۰ · اوریگی ۶+۹۰' · | گزارش | گومیس '۸۸ سیگرسون '۹۰ | ورزشگاه: آنفیلد تماشاگران: ۵۱,۷۵۶ داور: کریس کاوانا |

| ۵ دسامبر ۲۰۱۸ ۱۵   | برنلی                  | ۱–۳   | لیورپول                                 | برنلی                                                          |
| ۱۹:۴۵ ساعت گرینویچ | کورک ۵۴' · ویدرا '۸۶ · | گزارش | میلنر ۶۲' · فیرمینو ۶۹' · شقیری ۱+۹۰' · | ورزشگاه: ورزشگاه تارف مور تماشاگران: ۲۱,۷۴۱ داور: استوارت اتول |

| ۸ دسامبر ۲۰۱۸ ۱۶   | بورنموث          | ۰–۴   | لیورپول                                                       | بورنموث                                                    |
| ۱۲:۳۰ ساعت گرینویچ | آکه '۱۲ لرما '۱۵ | گزارش | صلاح ۲۵'، ۴۸'، ۷۷' · اس.کوک ۶۸' (گل‌به‌خودی) · فابیو تاوارز '۷۰ | ورزشگاه: ورزشگاه دین کورت تماشاگران: ۱۰,۷۵۲ داور: لی میسون |

| ۱۶ دسامبر ۲۰۱۸ ۱۷  | لیورپول                     | ۳–۱   | منچستر یونایتد                                  | لیورپول                                                 |
| ۱۶:۰۰ ساعت گرینویچ | مانه ۲۴' · شقیری ۷۳'، ۸۰' · | گزارش | دیوگو دالو '۲۶ · لینگارد ۳۳' '۳۳ · لوکاکو '۴۰ · | ورزشگاه: آنفیلد تماشاگران: ۵۲,۹۰۸ داور: مارتین اتکینسون |

| ۲۱ دسامبر ۲۰۱۸ ۱۸  | ولورهمپتون واندررز | ۰–۲   | لیورپول                  | ولورهمپتون                                                   |
| ۲۰:۰۰ ساعت گرینویچ |                    | گزارش | صلاح ۱۸' · فن دایک ۶۸' · | ورزشگاه: ورزشگاه مالینیو تماشاگران: ۳۱,۳۵۸ داور: کریگ پاوسون |

| ۲۶ دسامبر ۲۰۱۸ ۱۹  | لیورپول                                                 | ۴–۰   | باشگاه فوتبال نیوکاسل یونایتد | لیورپول                                              |
| ۱۵:۰۰ ساعت گرینویچ | لوورن ۱۱' · صلاح ۴۷' (پنالتی) · شقیری ۷۹' · فابینیو ۸۵' | گزارش |                               | ورزشگاه: آنفیلد تماشاگران: ۵۳,۳۱۸ داور: گراهام اسکات |

| ۲۹ دسامبر ۲۰۱۸ ۲۰  | لیورپول                                                                          | ۵–۱   | آرسنال                                             | لیورپول                                             |
| ۱۷:۳۰ ساعت گرینویچ | فیرمینو ۱۴'، ۱۶'، ۶۵' (پنالتی) · رابرتسون '۲۶ · مانه ۳۲' · صلاح ۲+۴۵' (پنالتی) · | گزارش | مایتلند-نیلز ۱۱' · ژاکا '۳۳ · پاپاستاتوپولوس '۲+۹۰ | ورزشگاه: آنفیلد تماشاگران: ۵۳,۳۲۶ داور: مایکل الیور |

| ۳ ژانویه ۲۰۱۹ ۲۱   | منچسترسیتی                                                                             | ۲–۱   | لیورپول                                   | منچستر                                                           |
| ۲۰:۰۰ ساعت گرینویچ | کمپانی '۳۱ · آگوئرو ۴۰' · لاپورت '۲+۴۵ · سانه ۷۲' · برناردو سیلوا '۸۹ · ادرسون '۵+۹۰ · | گزارش | لوورن '۲۰ · واینالدوم '۳۸ · فیرمینو ۶۴' · | ورزشگاه: ورزشگاه شهر منچستر تماشاگران: ۵۴,۵۱۱ داور: آنتونی تیلور |

| ۱۲ ژانویه ۲۰۱۹ ۲۲  | برایتون هوو آلبیون | ۰–۱   | لیورپول             | برایتون                                                  |
| ۱۵:۰۰ ساعت گرینویچ |                    | گزارش | صلاح ۵۰' (پنالتی) · | ورزشگاه: ورزشگاه فالمر تماشاگران: ۳۰,۶۸۲ داور: کوین فرند |

| ۱۹ ژانویه ۲۰۱۹ ۲۳  | لیورپول                                                    | ۴–۳   | کریستال پالاس                                           | لیورپول                                             |
| ۱۵:۰۰ ساعت گرینویچ | صلاح ۴۶'، ۷۵' · فیرمینو ۵۳' · میلنر '۸۲ '۸۹ · مانه ۳+۹۰' · | گزارش | تاونزند ۳۴' · ژردن ایو '۴۲ · تامکینز ۶۵' · مایر ۵+۹۰' · | ورزشگاه: آنفیلد تماشاگران: ۵۳,۱۷۱ داور: جاناتان ماس |

| ۳۰ ژانویه ۲۰۱۹ ۲۴  | لیورپول            | ۱–۱   | لسترسیتی                                     | لیورپول                                                 |
| ۲۰:۰۰ ساعت گرینویچ | مانه ۳' · متیپ '۱۶ | گزارش | مگوایر '۴۱ ۲+۴۵' · پریرا '۵۰ · چیلول '۴+۹۰ · | ورزشگاه: آنفیلد تماشاگران: ۵۳,۰۹۲ داور: مارتین اتکینسون |

| ۴ فوریه ۲۰۱۹ ۲۵    | وستهام یونایتد              | ۱–۱   | لیورپول               | لندن                                                          |
| ۲۰:۰۰ ساعت گرینویچ | انتونیو ۲۸' · هرناندز '۶۰ · | گزارش | مانه ۲۲' · متیپ '۵۴ · | ورزشگاه: ورزشگاه المپیک لندن تماشاگران: ۵۹۹۰۳ داور: کوین فرند |

| ۹ فوریه ۲۰۱۹ ۲۶    | لیورپول                                                         | ۳–۰   | بورنموث            | لیورپول                                             |
| ۱۵:۰۰ ساعت گرینویچ | مانه ۲۴' · واینالدوم ۳۴' · صلاح ۴۸' · متیپ '۶۱ · رابرتسون '۸۷ · | گزارش | ریکو '۲۵ اسمیت '۳۸ | ورزشگاه: آنفیلد تماشاگران: ۵۳۱۷۸ داور: آنتونی تیلور |

| ۲۴ فوریه ۲۰۱۹ ۲۷   | منچستر یونایتد | ۰–۰   | لیورپول                           | منچستر                                                         |
| ۱۴:۰۵ ساعت گرینویچ | یانگ '۸۱       | گزارش | میلنر '۲۳ شقیری '۸۳ واینالدوم '۹۰ | ورزشگاه: ورزشگاه الدترافورد تماشاگران: ۷۴۵۱۹ داور: مایکل الیور |

| ۲۷ فوریه ۲۰۱۹ ۲۸   | لیورپول                                        | ۵–۰   | واتفورد                | لیورپول                                             |
| ۲۰:۰۰ ساعت گرینویچ | مانه ۹'، ۲۹' · اوریگی ۶۶' · فن دایک ۷۹'، ۸۲' · | گزارش | کاثکارت '۷۹ ماسینا '۸۲ | ورزشگاه: آنفیلد تماشاگران: ۵۳۳۱۶ داور: گراهام اسکات |

|  | اورتون | v     | لیورپول |  |
|  |        | گزارش |         |  |

|  | لیورپول | v     | برنلی |  |
|  |         | گزارش |       |  |

|  | فولام | v     | لیورپول |  |
|  |       | گزارش |         |  |

|  | {{{تیم۱}}} | v | {{{تیم۲}}} |  |

|  | {{{تیم۱}}} | v | {{{تیم۲}}} |  |

|  | {{{تیم۱}}} | v | {{{تیم۲}}} |  |

|  | {{{تیم۱}}} | v | {{{تیم۲}}} |  |

|  | {{{تیم۱}}} | v | {{{تیم۲}}} |  |

|  | {{{تیم۱}}} | v | {{{تیم۲}}} |  |

|  | {{{تیم۱}}} | v | {{{تیم۲}}} |  |

### جام حذفی
قرعه کشی دور سوم جام حذفی در تاریخ ۳ دسامبر ۲۰۱۸ در استمفورد بریج برگزار شد. 
| ۷ ژانویه ۲۰۱۸ دور سوم | ولورهمپتون واندررز    | ۲–۱   | لیورپول                  | ولورهمپتون                                                |
| ۱۹:۴۵ ساعت گرینویچ    | خیمنز ۳۸' · نوس ۵۵' · | گزارش | میلنر '۱۵ · اوریگی ۵۱' · | ورزشگاه: ورزشگاه مالینیو تماشاگران: ۲۵,۸۴۹ داور: پل تیرنی |

### جام اتحادیه
قرعه کشی دور سوم جام اتحادیه ۱۹–۲۰۱۸ در تاریخ ۳۰ اوت ۲۰۱۸ انجام شد. 
| ۲۶ سپتامبر ۲۰۱۸ دور سوم | لیورپول                                                                     | ۱–۲   | چلسی                                                               | لیورپول                                           |
| ۱۹:۴۵ BST               | میلنر '۲۱ · متیپ '۲۶ · استوریج ۵۸' · فابینیو '۵۶ · کیتا '۷۸ · هندرسون '۹۰ · | گزارش | کواچیچ '۵۰ · امرسون ۷۹' · هازارد ۸۵' · موزس '۱+۹۰ · موراتا '۵+۹۰ · | ورزشگاه: آنفیلد تماشاگران: ۴۵,۵۰۳ داور: کوین فرند |

## آمار تیم

#### آمار کلی بازیکنان
| شماره                                       | پست | ملیت     | نام بازیکن           | لیگ جزیره | لیگ جزیره | جام حذفی | جام حذفی | جام اتحادیه EFL | جام اتحادیه EFL | لیگ قهرمانان اروپا | لیگ قهرمانان اروپا | کل   | کل   |
| شماره                                       | پست | ملیت     | نام بازیکن           | بازی      | فیکس      | بازی     | فیکس     | بازی            | فیکس            | بازی               | فیکس               | بازی | فیکس |
| ------------------------------------------- | --- | -------- | -------------------- | --------- | --------- | -------- | -------- | --------------- | --------------- | ------------------ | ------------------ | ---- | ---- |
| ۳                                           | MF  | برزیل    | فابینیو              | ۲۸        | ۲۱        | ۱        | ۱        | ۱               | ۱               | ۱۱                 | ۷                  | ۴۱   | ۳۰   |
| ۴                                           | DF  | هلند     | ویرجیل فن دایک       | ۳۸        | ۳۸        | ۰        | ۰        | ۰               | ۰               | ۱۲                 | ۱۲                 | ۵۰   | ۵۰   |
| ۵                                           | MF  | هلند     | جورجینیو واینالدوم   | ۳۵        | ۳۲        | ۰        | ۰        | ۰               | ۰               | ۱۲                 | ۱۱                 | ۴۷   | ۴۳   |
| ۶                                           | DF  | کرواسی   | دیان لوورن           | ۱۳        | ۱۱        | ۱        | ۱        | ۱               | ۱               | ۳                  | ۲                  | ۱۸   | ۱۵   |
| ۷                                           | MF  | انگلستان | جیمز میلنر           | ۳۱        | ۱۹        | ۱        | ۱        | ۱               | ۱               | ۱۲                 | ۱۰                 | ۴۵   | ۳۱   |
| ۸                                           | MF  | گینه     | نبی کیتا             | ۲۵        | ۱۶        | ۱        | ۱        | ۱               | ۱               | ۶                  | ۴                  | ۳۳   | ۲۲   |
| ۹                                           | FW  | برزیل    | روبرتو فیرمینو       | ۳۴        | ۳۱        | ۱        | ۰        | ۱               | ۰               | ۱۲                 | ۸                  | ۴۸   | ۳۹   |
| ۱۰                                          | FW  | سنگال    | سادیو مانه           | ۳۶        | ۳۵        | ۰        | ۰        | ۱               | ۱               | ۱۳                 | ۱۳                 | ۵۰   | ۴۹   |
| ۱۱                                          | FW  | مصر      | محمد صلاح            | ۳۸        | ۳۷        | ۱        | ۰        | ۱               | ۰               | ۱۲                 | ۱۲                 | ۵۲   | ۴۹   |
| ۱۲                                          | DF  | انگلستان | جو گومز              | ۱۶        | ۱۲        | ۰        | ۰        | ۰               | ۰               | ۹                  | ۵                  | ۲۵   | ۱۷   |
| ۱۳                                          | GK  | برزیل    | الیسون بکر           | ۳۸        | ۳۸        | ۰        | ۰        | ۰               | ۰               | ۱۳                 | ۱۳                 | ۵۱   | ۵۱   |
| ۱۴                                          | MF  | انگلستان | جوردن هندرسون        | ۳۲        | ۲۱        | ۰        | ۰        | ۱               | ۰               | ۱۱                 | ۸                  | ۴۴   | ۲۹   |
| ۱۵                                          | FW  | انگلستان | دنیل استوریج         | ۱۸        | ۴         | ۱        | ۱        | ۱               | ۱               | ۷                  | ۲                  | ۲۷   | ۸    |
| ۱۸                                          | DF  | اسپانیا  | آلبرتو مورنو         | ۲         | ۲         | ۱        | ۱        | ۱               | ۱               | ۱                  | ۰                  | ۵    | ۴    |
| ۲۰                                          | MF  | انگلستان | آدام لالانا          | ۱۳        | ۵         | ۰        | ۰        | ۰               | ۰               | ۳                  | ۱                  | ۱۶   | ۶    |
| ۲۱                                          | MF  | انگلستان | الکس اکسلید-چمبرلین  | ۲         | ۰         | ۰        | ۰        | ۰               | ۰               | ۰                  | ۰                  | ۲    | ۰    |
| ۲۲                                          | GK  | بلژیک    | سیمون مینیوله        | ۰         | ۰         | ۱        | ۱        | ۱               | ۱               | ۰                  | ۰                  | ۲    | ۲    |
| ۲۳                                          | MF  | سوئیس    | جردان شقیری          | ۲۴        | ۱۱        | ۱        | ۱        | ۱               | ۱               | ۴                  | ۲                  | ۳۰   | ۱۵   |
| ۲۶                                          | DF  | اسکاتلند | اندرو رابرتسون       | ۳۶        | ۳۶        | ۰        | ۰        | ۰               | ۰               | ۱۲                 | ۱۲                 | ۴۸   | ۴۸   |
| ۲۷                                          | FW  | بلژیک    | دیووک اوریگی         | ۱۱        | ۳         | ۱        | ۱        | ۰               | ۰               | ۸                  | ۲                  | ۲۰   | ۶    |
| ۳۲                                          | DF  | کامرون   | ژوئل متیپ            | ۲۲        | ۱۷        | ۰        | ۰        | ۱               | ۱               | ۸                  | ۸                  | ۳۱   | ۲۶   |
| ۴۸                                          | MF  | انگلستان | کورتیس جونز          | ۰         | ۰         | ۱        | ۱        | ۰               | ۰               | ۰                  | ۰                  | ۱    | ۱    |
| ۵۱                                          | DF  | هلند     | کی-جانا هوئور        | ۰         | ۰         | ۱        | ۰        | ۰               | ۰               | ۰                  | ۰                  | ۱    | ۰    |
| ۶۴                                          | DF  | پرتغال   | رافائل کاماچو        | ۱         | ۰         | ۱        | ۱        | ۰               | ۰               | ۰                  | ۰                  | ۲    | ۱    |
| ۶۶                                          | DF  | انگلستان | ترنت الکساندر-آرنولد | ۲۹        | ۲۷        | ۰        | ۰        | ۰               | ۰               | ۱۱                 | ۱۱                 | ۴۰   | ۳۸   |
| بازیکنانی که در طول فصل باشگاه را ترک کردند |     |          |                      |           |           |          |          |                 |                 |                    |                    |      |      |
| ۲                                           | DF  | انگلستان | ناتانیل کلاین        | ۴         | ۱         | ۰        | ۰        | ۱               | ۱               | ۰                  | ۰                  | ۵    | ۲    |

## جوایز باشگاه

#### جایزه بهترین بازیکن ماه لیورپول
ماهانه و به انتخاب هواداران لیورپول، یک بازیکن به عنوان بهترین بازیکن ماه برگزیده شده و به او جوایز نفیسی اهدا می‌شود.
| ماه     | بازیکن               |
| ------- | -------------------- |
| اوت     | ویرجیل فن دایک       |
| سپتامبر | دنیل استوریج         |
| اکتبر   | محمد صلاح            |
| نوامبر  | ترنت الکساندر-آرنولد |
| دسامبر  | محمد صلاح            |
| ژانویه  | سادیو مانه           |
| فوریه   | ویرجیل فن دایک       |
| مارس    | سادیو مانه           |
| آوریل   | محمد صلاح            |

لازم است ذکر شود که ویرجیل فن دایک به عنوان بهترین بازیکن سال توسط هواداران انتخاب شد.
سایت باشگاه لیورپول

#### دیگر جوایز
در طول فصل ۱۹–۲۰۱۸ اعضای تیم فوتبال لیورپول جوایز مختلفی را از آن خود کردند. محمد صلاح و سادیو مانه دو مهاجم سرخ‌ها با به ثمر رساندن ۲۲ گل به همراه پیر امریک اوبامیانگ توانستند عنوان آقای گلی لیگ برتر را کسب کردند. الیسون بکر با ثبت ۲۱ کلین شیت موفق به کسب دست کش طلا شد. این سه نفر، به همراه ویرجیل فن دایک چهار نماینده تیم لیورپول در ترکیب تیم منتخب لیگ جزیره فصل ۱۹–۲۰۱۸ بودند.
در پی قهرمانی تیم فوتبال لیورپول در جام باشگاه‌های قهرمانان اروپا ۲۰۱۹–۲۰۱۸، الیسون بکر و ویرجیل فن دایک به ترتیب به عنوان بهترین دروازه‌بان و بهترین مدافع سال یوفا انتخاب شدند.